# بروتسنی
بروکنی (به آلمانی: Brotzen) شهرکی در لتونی با جمعیت ۳٬۴۴۵ نفر است.